# Symmachia jugurtha
Symmachia jugurtha is een vlindersoort uit de familie van de prachtvlinders (Riodinidae), onderfamilie Riodininae.
Symmachia jugurtha werd in 1887 beschreven door Staudingerl.